# Кипра Данаилова
Кѝпра Данаѝлова е българска лекоатлетка в бягането на средни и дълги разстояния и кросовото бягане. Била е състезателка на ДФС „Локомотив“ София.

## Постижения
Шампион е на България в бягането на 800 м както следва: 1961 г. – 2:16,3 мин.; 1962 г. – 2:15,9 мин.; 1965 г. – 2:13,3 мин.
Балкански шампион е в кроса на 2 км през 1965 г. и 1966 г. Класиранията ѝ в челната тройка са както следва: 1961 г. – трета със 7:28,2 мин.; 1962 г. – втора с 6:32,6 мин.; 1963 г. – втора с 5:20,8 мин.; 1965 г. – първа с 6:34,6 мин.; 1966 г. – първа с 6:19 мин.; 1968 г. – трета със 7:36,4 мин.; 1969 г. – втора с 6:22,4 мин.
Кипра Данаилова е единствената българка, която има победа в кроса на вестник „Юманитѐ“. 

## Почит
В България ежегодно се провежда в бяганията мемориал „Кипра Данаилова“ – планинско бягане „Кипра Данаилова“, високопланински крос „Кипра Данаилова“.